# Casimir Lefaucheux

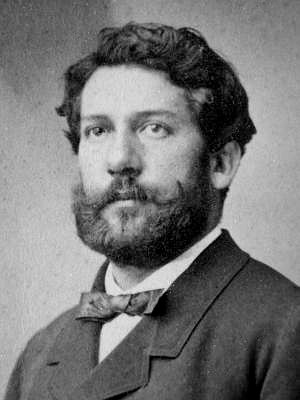
Casimir Lefaucheux
(circa 1830-35).

Casimir Lefaucheux (26 de janeiro de 1802 Bonnétable, França — 09 de agosto de 1852 Paris, França), foi um armeiro e inventor francês.

## Realizações
Casimir Lefaucheux obteve sua primeira patente em 1827. Em 1832, ele concluiu uma arma esportiva com um sistema de dobradiça no cano usando cartucho de papel.
Dando sequência ao trabalho pioneiro de Jean Samuel Pauly entre 1808 e 1812, Lefaucheux é reconhecido como o inventor do primeiro cartucho metálico autocontido, de uso prático em 1836, o "cartucho de espiga", que mais tarde, viria a herdar seu sobrenome. Esse cartucho tinha uma bala cônica, um tubo de cartolina com pólvora e uma base de cobre que incluía uma espoleta interna e um pino ligado a ela que saia pela lateral da base. com isso, Lefaucheux propôs uma das primeiras armas práticas de "carregamento pela culatra".
Em 1846, o sistema Lefaucheux foi melhorado por Benjamin Houllier, que introduziu um cartucho inteiramente metálico de cobre.
Em 1850, Lefaucheux patenteou (No 8955) a ideia de um cartucho reutilizável com uma base rosqueável.
Em 1858, o revólver "pistolet Lefaucheux" tornou-se a primeira arma a utilizar cartuchos metálicos a ser adotada por um governo nacional (a Marinha Nacional Francesa no caso).

## Fatos conexos
É tido como provável que o revolver com o qual Vincent van Gogh se matou em 1890, tenha sido um "7mm Lefaucheux à broche". A arma, encontrada em 1960 muito corroída, está em exposição no Museu Van Gogh em Amsterdam.
Um outro revólver "7mm Lefaucheux à broche", usado por Paul Verlaine para atirar e ferir Arthur Rimbaud em 1873, foi vendido por €435.000, num leilão em Paris.